# Джеймстаун (Луїзіана)
Джеймстаун (англ. Jamestown) — селище (англ. village) в США, в окрузі Б'єнвіль штату Луїзіана. Населення — 100 осіб (2020).

## Географія
Джеймстаун розташований за координатами 32°20′24″ пн. ш. 93°12′8″ зх. д. / 32.34000° пн. ш. 93.20222° зх. д. (32.340059, -93.202109).  За даними Бюро перепису населення США в 2010 році селище мало площу 4,59 км², з яких 4,53 км² — суходіл та 0,05 км² — водойми.

## Демографія
Згідно з переписом 2010 року, у селищі мешкало 139 осіб у 55 домогосподарствах у складі 44 родин. Густота населення становила 30 осіб/км².  Було 74 помешкання (16/км²).
Расовий склад населення:
| - 95,0 % — білих - 0,7 % — корінних американців - 0,7 % — чорних або афроамериканців |

До двох чи більше рас належало 3,6 %. Частка іспаномовних становила 1,4 % від усіх жителів.
За віковим діапазоном населення розподілялося таким чином: 23,7 % — особи молодші 18 років, 61,9 % — особи у віці 18—64 років, 14,4 % — особи у віці 65 років та старші. Медіана віку мешканця становила 40,8 року. На 100 осіб жіночої статі у селищі припадало 87,8 чоловіків;  на 100 жінок у віці від 18 років та старших — 82,8 чоловіків також старших 18 років.
Середній дохід на одне домашнє господарство  становив 47 355 доларів США (медіана — 31 250), а середній дохід на одну сім'ю — 58 685 доларів (медіана — 46 875). За межею бідності перебувало 36,2 % осіб, у тому числі 69,2 % дітей у віці до 18 років та 0,0 % осіб у віці 65 років та старших.
Цивільне працевлаштоване населення становило 72 особи. Основні галузі зайнятості: будівництво — 29,2 %, освіта, охорона здоров'я та соціальна допомога — 18,1 %, транспорт — 8,3 %, публічна адміністрація — 8,3 %.